# 瑜伽神社 (奈良市)

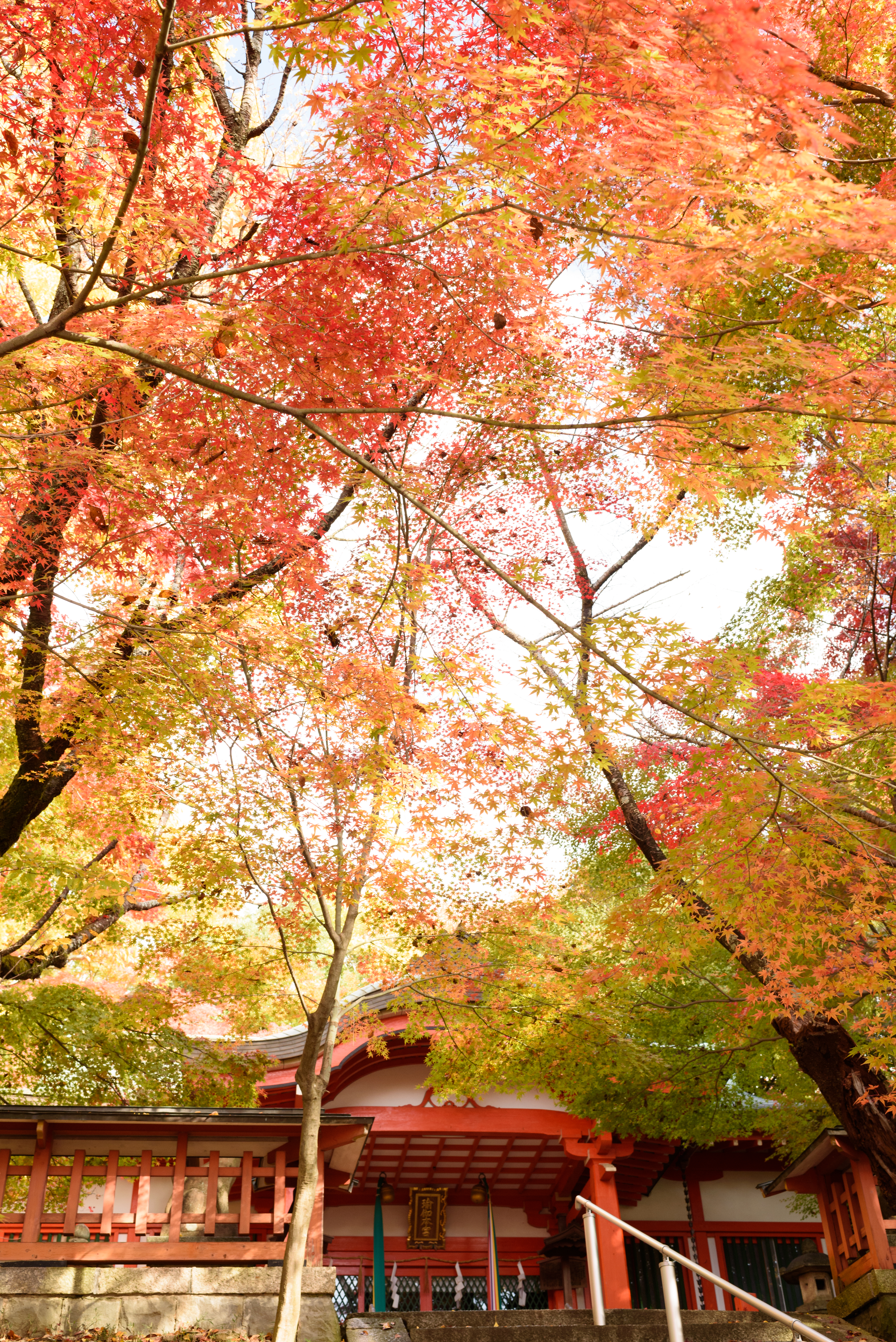
2016年は11月中旬に紅葉を迎えた

瑜伽神社（ゆうがじんしゃ）は、奈良県奈良市高畑町の瑜伽山に鎮座する神社。

## 由緒
社伝によると飛鳥神奈備が平城奠都とともにこの地に移り、この山を平城の飛鳥山と呼んだという。もとは元興寺禅定院の鬼門除鎮守の社で、後に興福寺大乗院が山麓に建つに及び、その守護神として藤原氏等の崇敬を受けた。
『大乗院寺社雑事記』明応3年（1494年）12月30日の条に、「一後智恵光院殿御建立之分（中略）今宮殿御殿 同拝殿仮葺也」とある「今宮」は本神社のこととされ、飛鳥の元宮に対して今宮と呼ばれたとされる。瑜伽神社と称するようになったのは比較的最近のこととしている。

## 歴史
しかしながら、この由緒には疑問も呈されている。

### 今宮
社伝が飛鳥の元宮に対する呼称とする「今宮」については、『大乗院寺社雑事記』にその創祀が詳しく記されており、春日五所明神を勧請したもので、その鎮座地も瑜伽山ではなく西隣の鬼薗山である。また『奈良曝』巻三でも、「鬼薗山」の項で
と記されている。この今宮は瑜伽神社とも併存して江戸時代にも存在したと考えられており、廃絶は明治初期の大乗院解体と同時期と思われる。

### 新宮
瑜伽山は西方院山とも呼ばれ、「今宮」ではなく「新宮」が祀られていたことが、『大乗院寺社雑事記』に見える。「新宮」は、大乗院第十二代覚尊の死後に与えられた神号であるとされ、この覚尊が西方院山新宮社に祀られていた。この新宮社の創祀時期、廃絶時期及び廃絶理由などについては不明である。

### 天満天神と稲荷社
元興寺禅定院鎮守は高畑の天満天神であり、大乗院が当地に移って後も、同社が鎮守となったとされる。
『奈良坊目拙解』巻七の天満天神宮条によると、天満天神内にはかつて稲荷小祠があったが、いつの間にか廃れてしまっていた。享保3年（1718年）、宮守の吐山甚太夫が霊夢を見て稲荷小祠を再興し、同15年（1730年）8月に天満天神の北方、かつての新宮社があった地に正遷宮を行った、との記録がある。稲荷神社と瑜伽神社は祭神が等しく宇迦御魂大神であり、この稲荷神社が山の地名にちなみ後年瑜伽神社と称したことが推測される。

### 中世城郭跡
この辺りは中世の瑜伽山城あるいは西方院山城・鬼薗山城の跡とみられており、いまも尚広い台地と濠の跡が残っている。

## 境内
一の鳥居の左手に社務所・手水舎・神符所があり、その先に長い石段が山腹を登っている。
少し登ると中腹右手に飛鳥神並社と瑜伽山櫻楓歌碑がある。
石段の末に、「瑜伽本宮」の扁額を大きく掲げた拝殿があり、左手に久恵比古社と猿田彦神社、右手に一言稲荷社と平城の飛鳥の万葉歌碑がある。
本殿の背後一帯は、お山と呼ばれ、大杉大明神・白玉大明神・末広大明神・子金丸明神がそれぞれ石標を建てて祀られている。

## 歌碑

### 瑜伽山櫻楓歌碑
春は又 花にとひこん 瑜伽の山
  けふのもみちの かへさ惜しみて 良材

作者は梶野土佐守藤原良材で、天保2年（1831年）4月8日奈良奉行となり、同7年12月8日京都西町奉行に転出するまで6年間奈良に勤務した。著書に「山城大和見聞随筆」3巻がある。
瑜伽山は古来桜と紅葉の名所として知られ、奈良十六景に「瑜伽山の桜」と「瑜伽山の紅葉」がある。

### 平城の飛鳥の万葉歌碑
ふるさとの あすかはあれと
  あをによし  ならのあすかを
    みらくしよしも

大伴坂上郎女の天平5年（733年）の作。

## 祭神

### 本殿
- 宇迦御魂大神

### 境内社
- 飛鳥神並社
  - 瑜伽大神の和魂
- 猿田彦神社
  - 猿田彦大神
- 久恵比古社
  - 久延彦大神
- 一言稲荷社

## ギャラリー

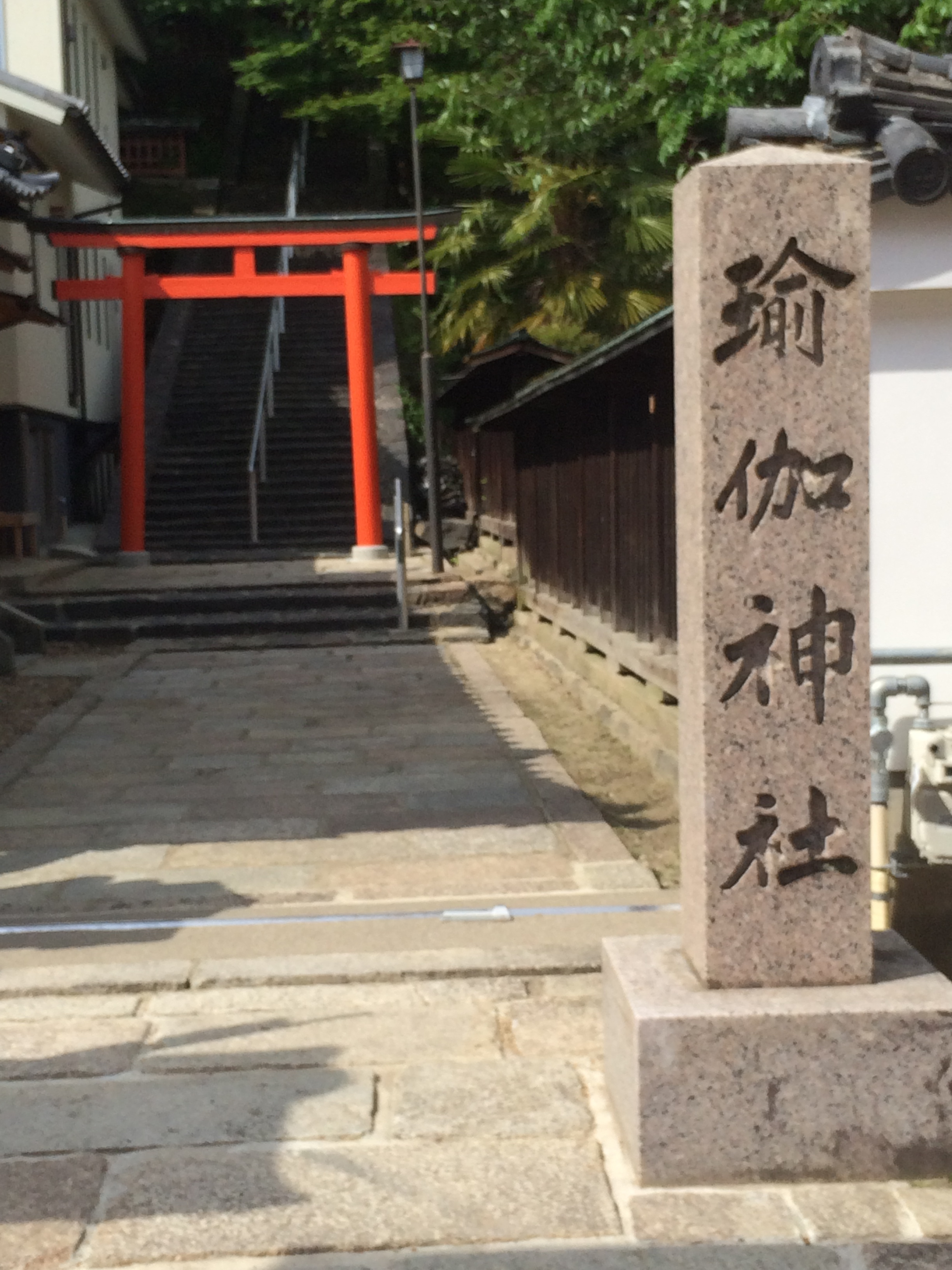
参道から一の鳥居
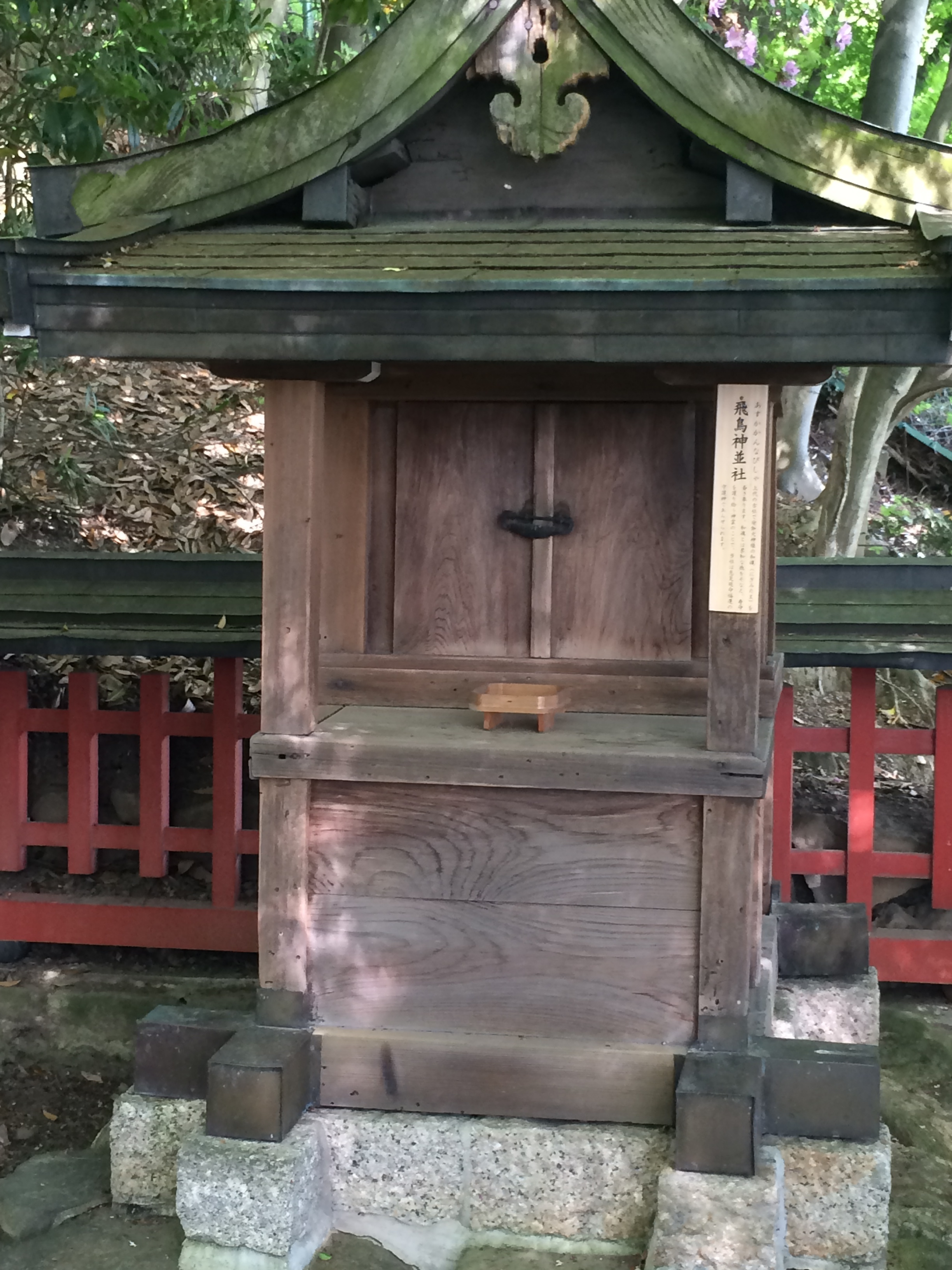
飛鳥神並社
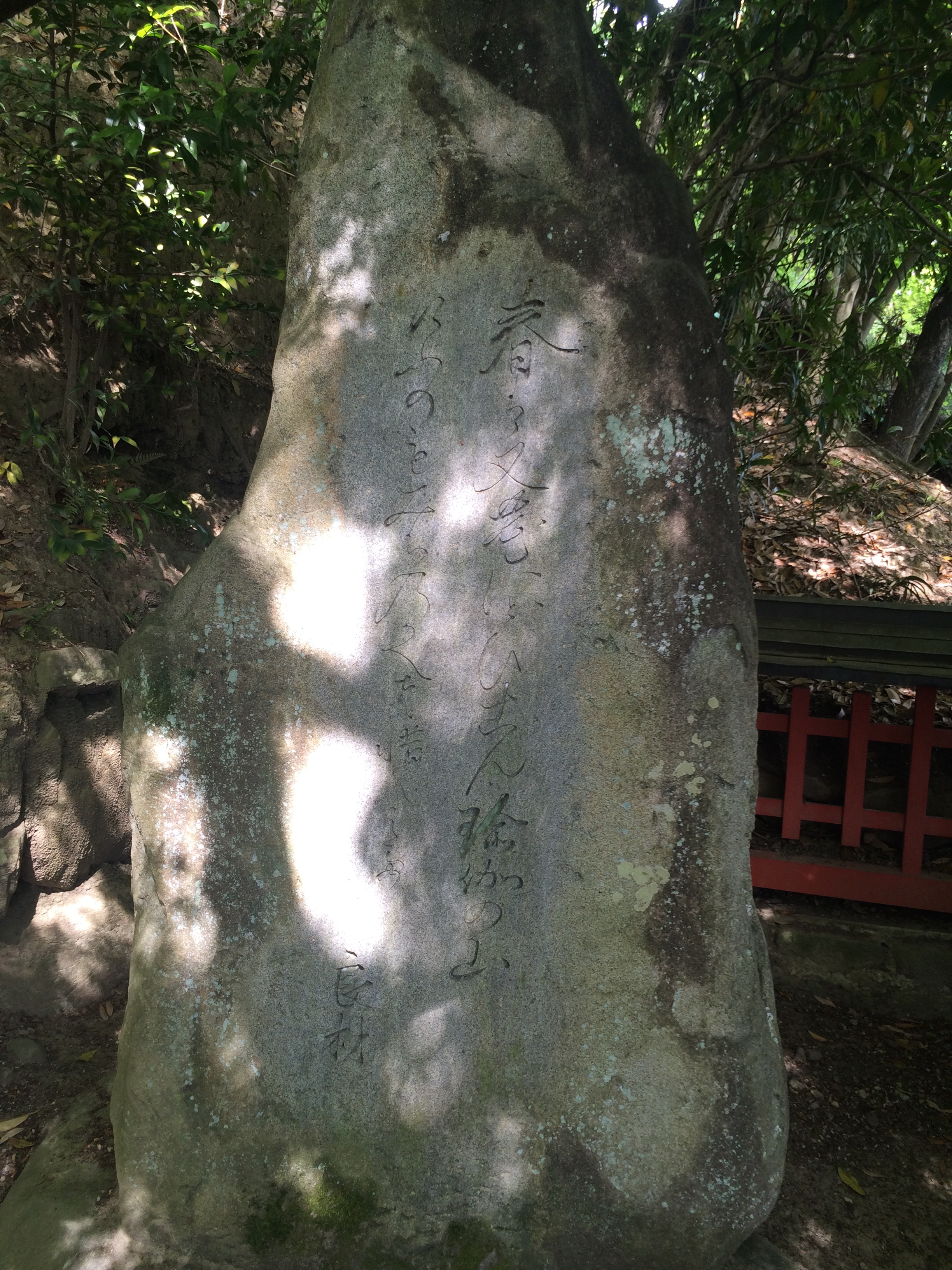
瑜伽山櫻楓歌碑
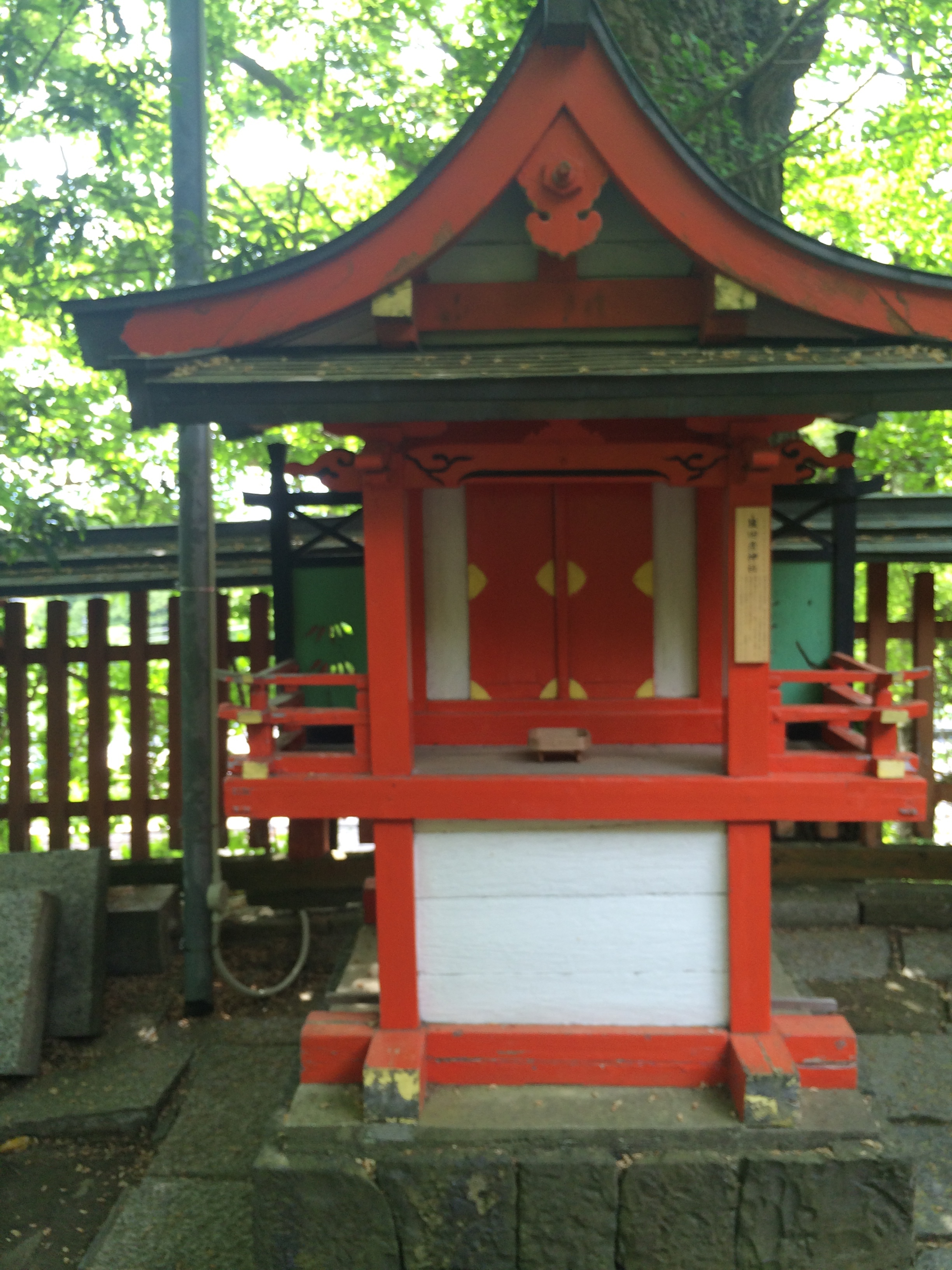
猿田彦神社
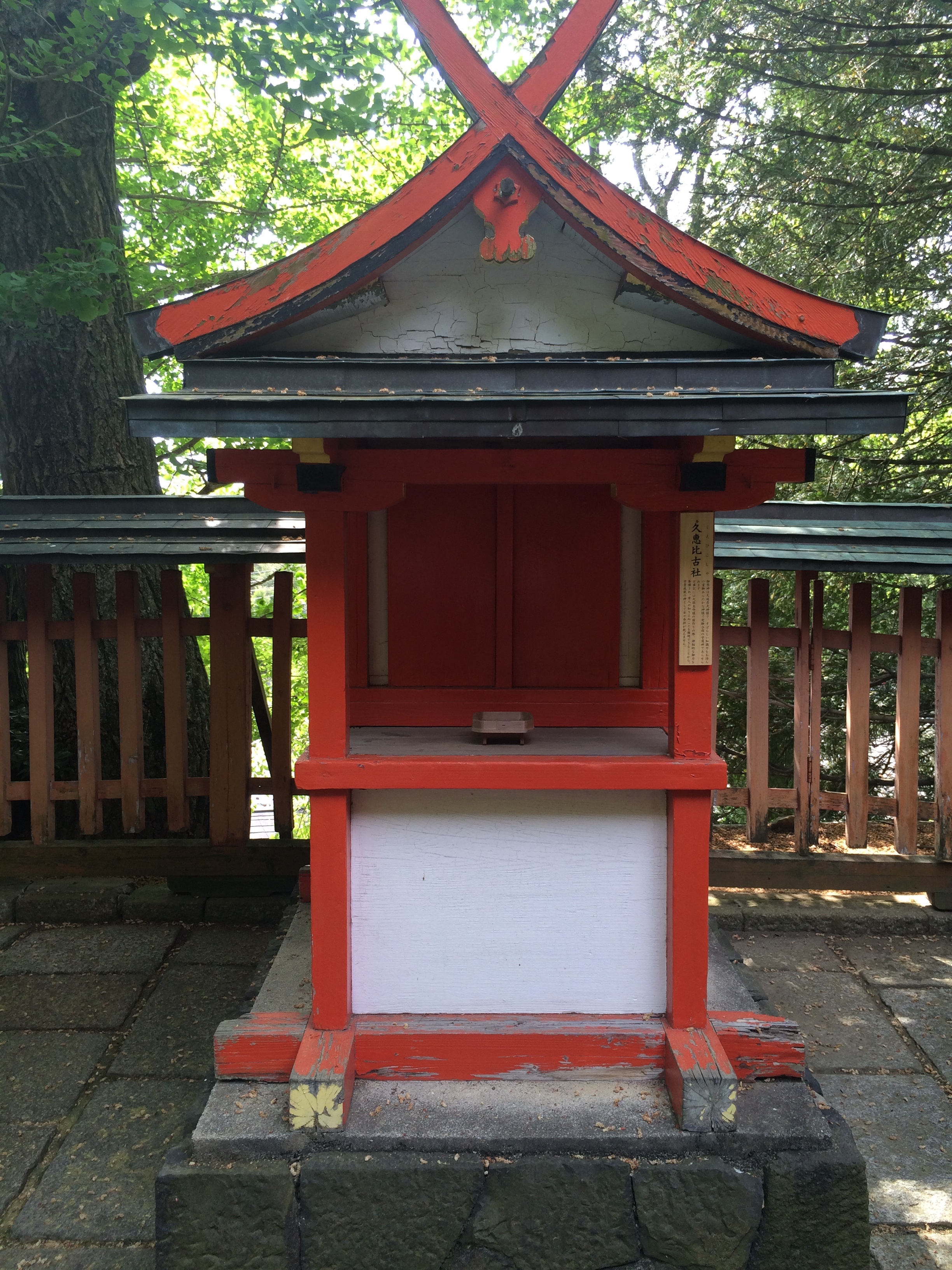
久恵比古社
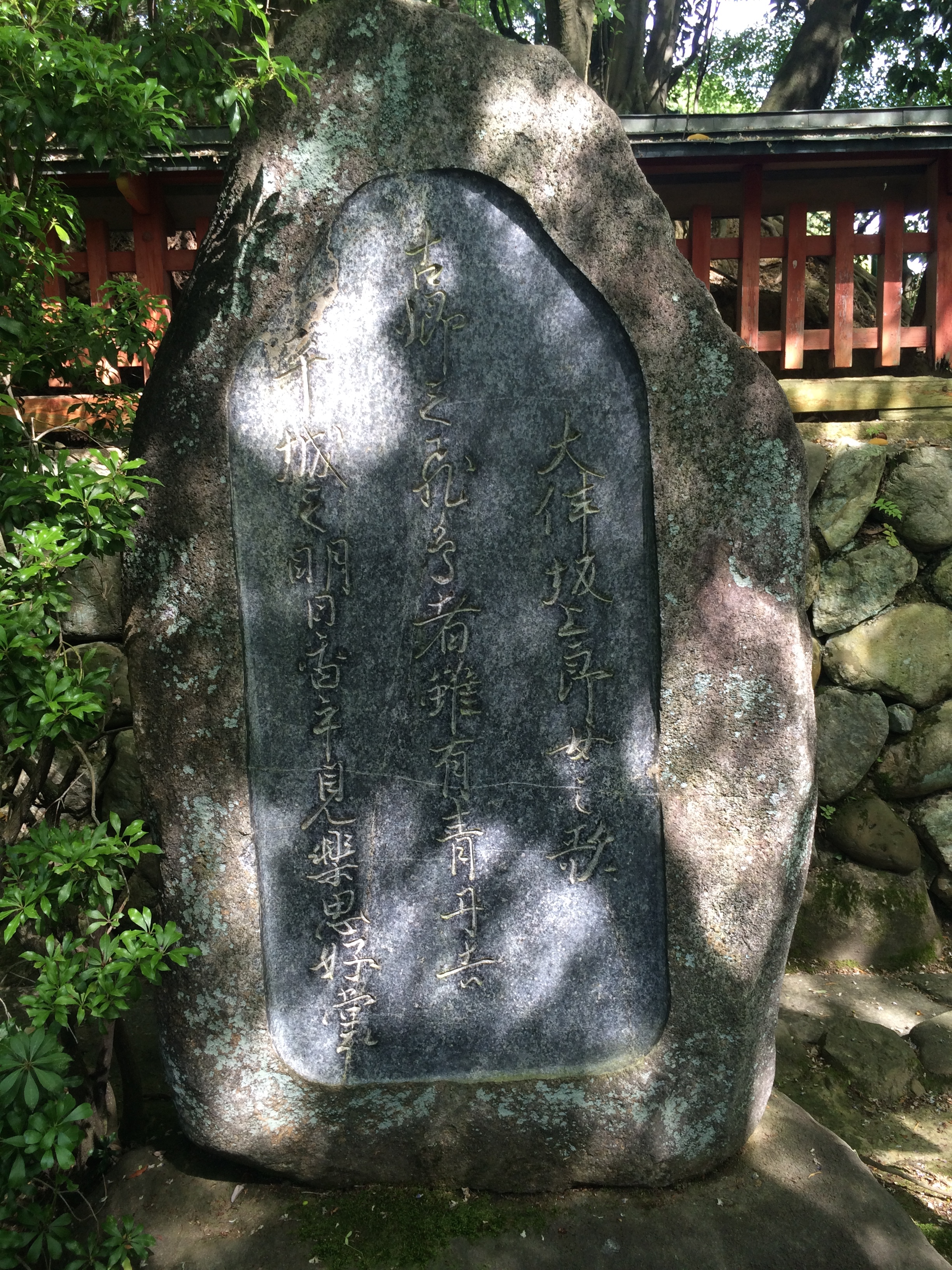
平城の飛鳥万葉歌碑
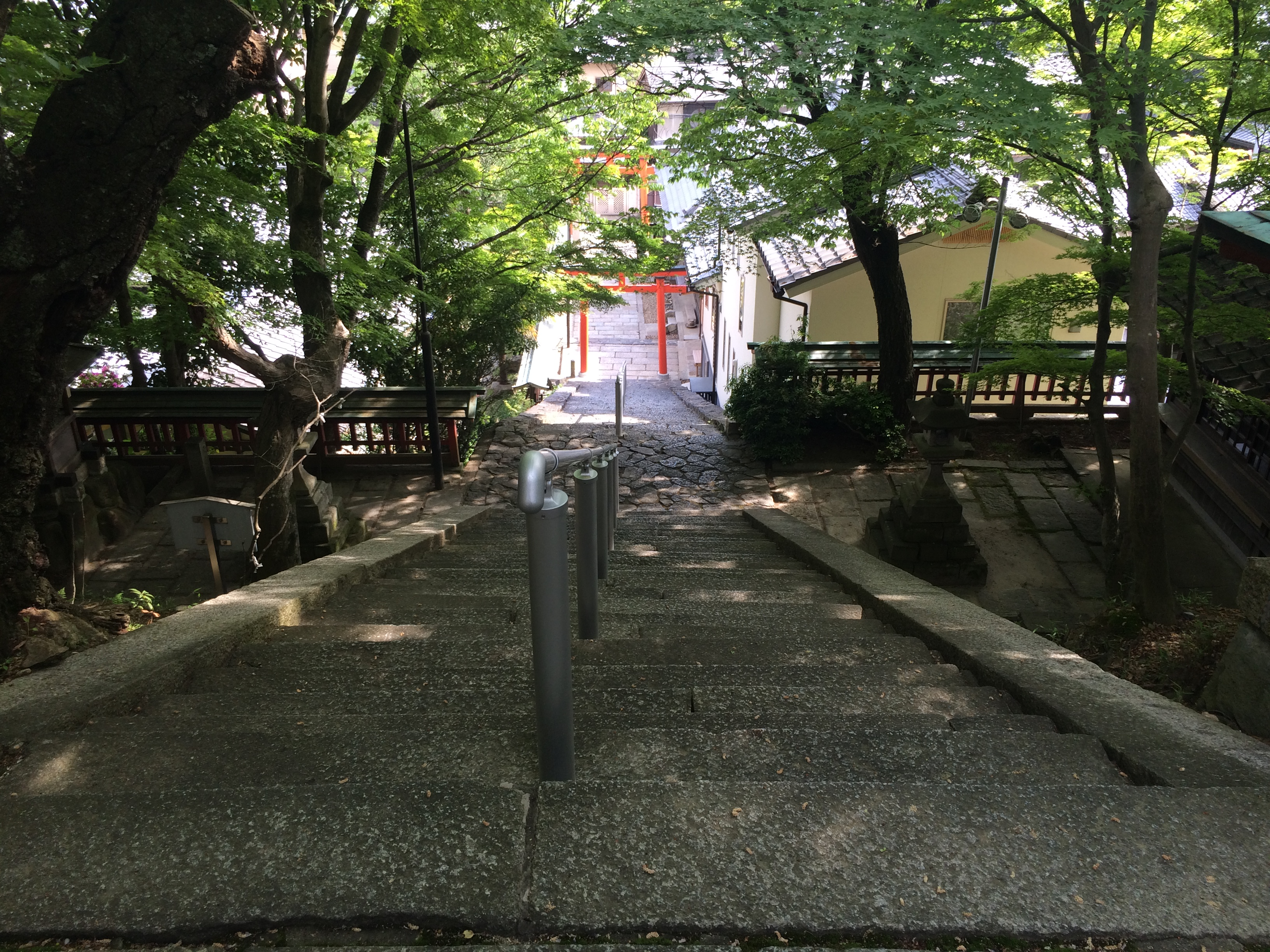
拝殿前から一の鳥居を望む
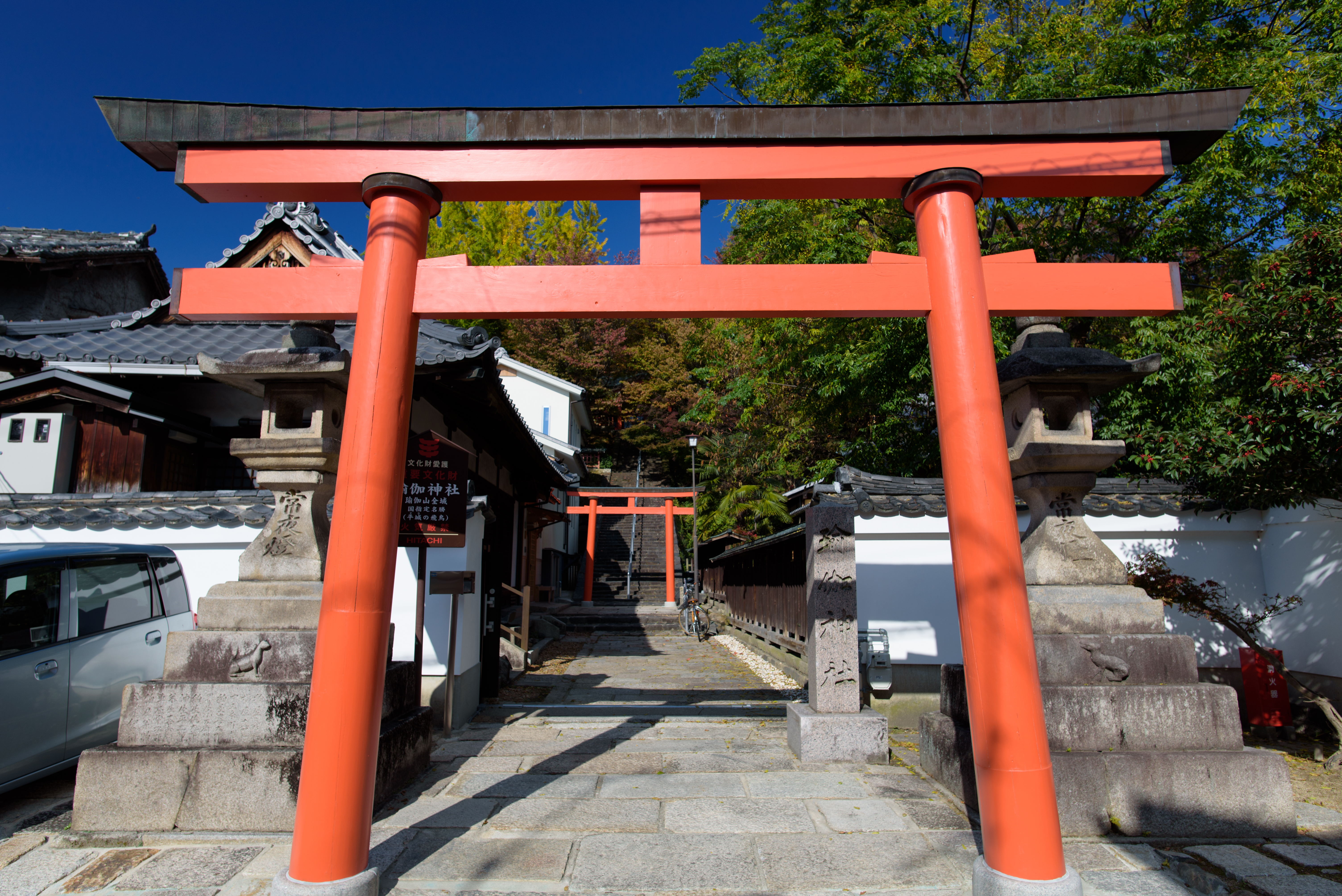
鳥居と参道、常夜燈